# Раде
Раде (нем. Rhade) — община в Германии, в земле Нижняя Саксония.
Входит в состав района Ротенбург-на-Вюмме. Подчиняется управлению Зельзинген. Население составляет 1168 человек (на 31 декабря 2010 года). Занимает площадь 24,44 км².
Коммуна подразделяется на 2 сельских округа.